# Puya oxyantha
Puya oxyantha är en gräsväxtart som beskrevs av Carl Christian Mez. Puya oxyantha ingår i släktet Puya och familjen Bromeliaceae. Inga underarter finns listade i Catalogue of Life.